# Gorgeous Frankenstein (album)
Debiutancka płyta zespołu Gorgeous Frankenstein.

## Lista utworów
- 1. Gorgeous Frankenstein
- 2. Man or Monster
- 3. Devil Girl
- 4. Hell Angel
- 5. Reverse of God
- 6. Mothernight
- 7. Speed Witch
- 8. Made In Hell

## Album nagrywany w składzie
Doyle Wolfgang von Frankenstein - Gitara & Bas

Landon Blood - wokal

Jesco Devilanse - perkusja